# 九条房実
九条 房実（くじょう ふさざね）は、鎌倉時代後期の公卿。関白・九条忠教の子。官位は従一位・関白。九条家8代当主。後一音院関白と号す。

## 経歴
兄・九条師教の養子となり九条家を継ぐ。正安元年12月（1300年1月）元服し、従五位上・侍従に叙任。翌年には従四位下・右近衛中将に叙任。同年中に正四位下に進む。正安3年（1302年）正月に従三位に叙され公卿に列す。10月には正三位に叙される。
嘉元3年（1305年）備後権守を務め、12月に権中納言、嘉元4年（1306年）従二位に陞叙される。徳治2年（1307年）権大納言、翌年正二位。文保2年12月（1319年1月）右近衛大将。元応元年（1319年）左近衛大将を経て、右大臣に任ぜられる。元亨2年（1322年）皇太子傅となり、同年左大臣。元亨3年（1323年）関白となり、藤原氏長者、従一位となる。翌年関白を辞し、嘉暦2年3月13日に薨去。享年38。

## 官歴
- 正安元年12月19日（1300年1月11日）：従五位上、禁色、昇殿、元服　12月30日：侍従[1]
- 正安2年（1301年）正月5日：従四位下　3月6日：右近衛中将　5月24日：正四位下
- 正安3年（1302年）正月5日：従三位（右中将如元）　10月18日：正三位
- 嘉元3年（1305年）正月22日：備後権守　12月30日（1306年1月15日）：権中納言
- 嘉元4年（1306年）4月14日：従二位
- 徳治2年（1307年）11月1日：権大納言
- 徳治3年（1308年）9月17日：正二位
- 文保2年12月10日（1319年1月2日）：右近衛大将（右大臣今日辞退替）
- 元応元年（1319年）6月14日：左近衛大将　7月28日：右大臣　8月21日：止大将
- 元亨2年（1322年）4月5日：皇太子傅　8月11日：左大臣
- 元亨3年（1323年）3月29日：関白、藤原氏長者　12月15日（1324年1月12日）：従一位

## 系譜
- 父：九条忠教
- 母：藤原有時の娘 - 家女房
- 養父：九条師教
- 妻：二条治子 - 二条兼基の娘
- 養子
  - 男子：九条道教（1315-1349） - 実は九条師教の子
  - 男子：孝覚（1319-1368） - 実は九条師教の子